# خط بی‌ام‌تی برادوی
خط بی‌ام‌تی برادوی (انگلیسی: BMT Broadway Line) یکی از خط‌های متروی نیویورک سیتی در بخش منهتن است.
این خط که در سال ۱۹۱۷ تأسیس شده دارای ۱۶ ایستگاه است.

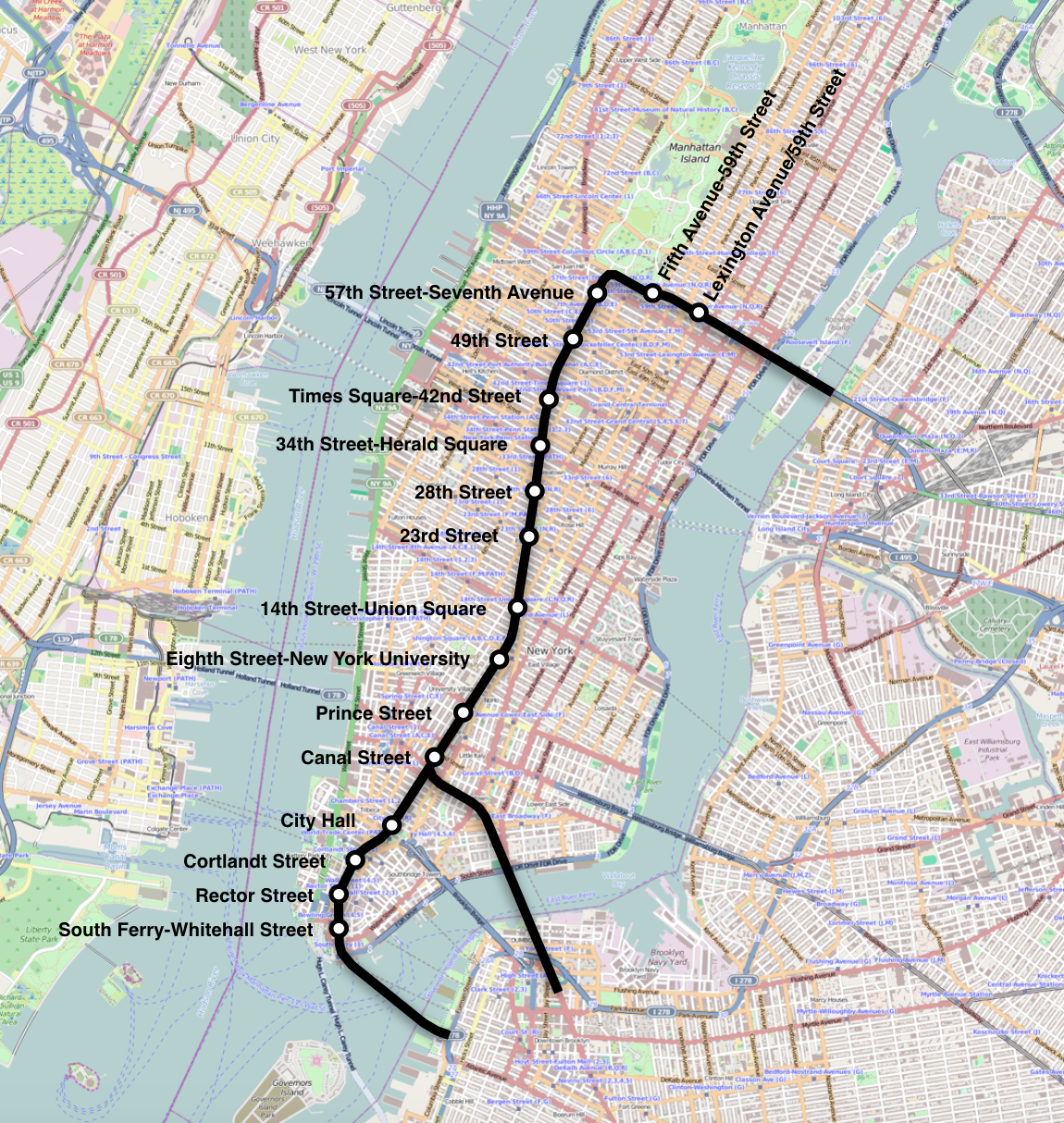
نقشه

## نگارخانه

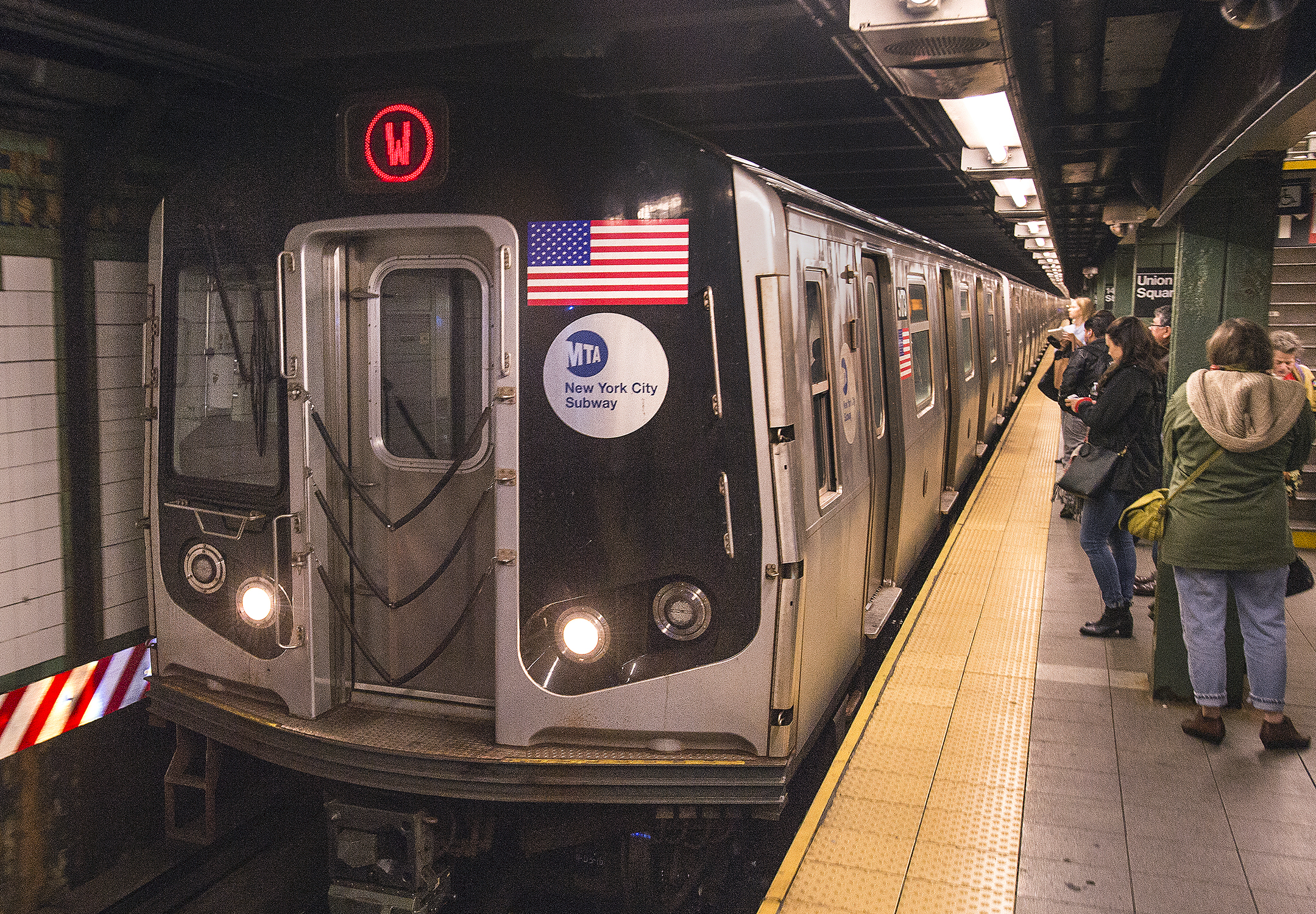
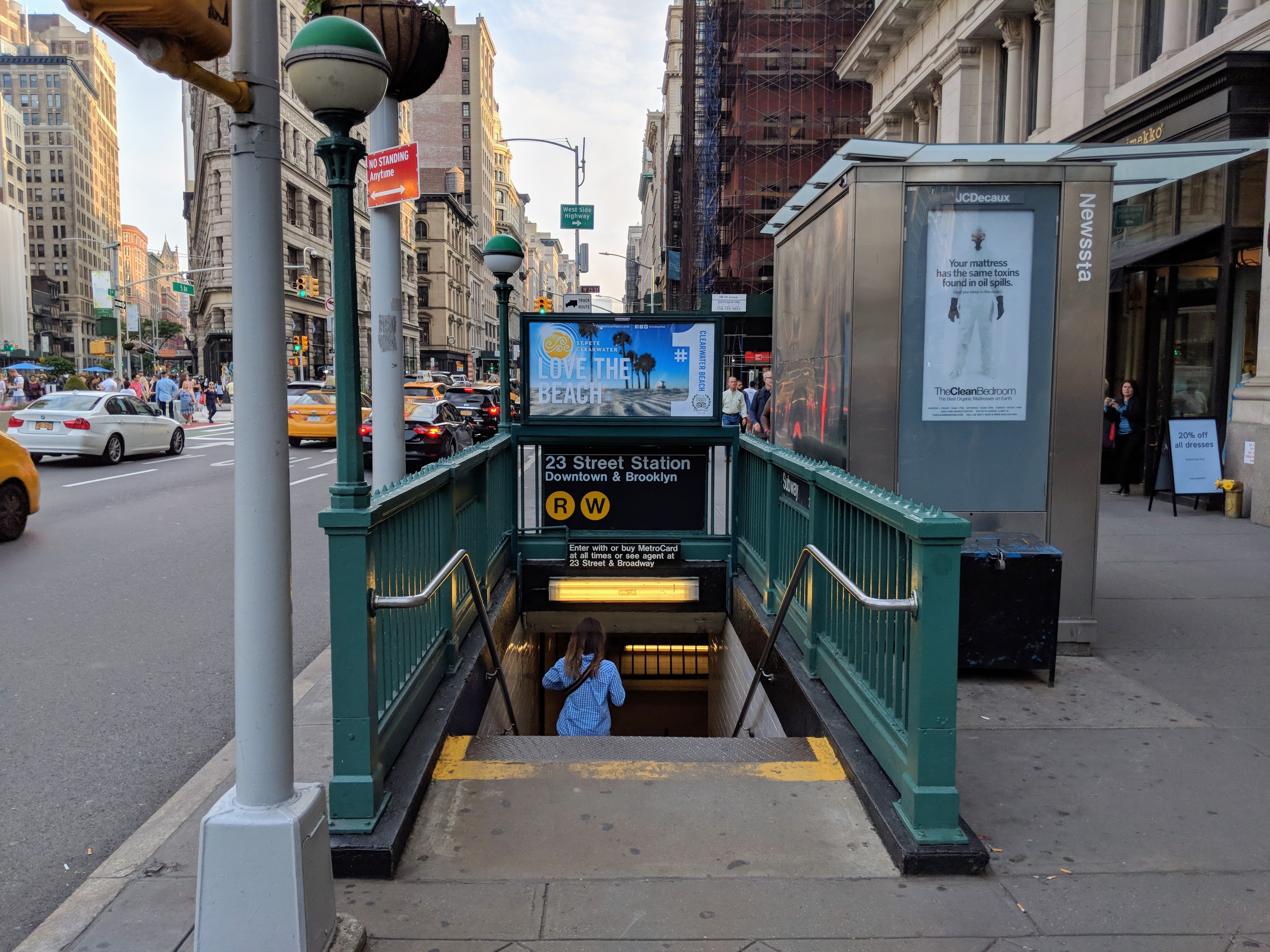
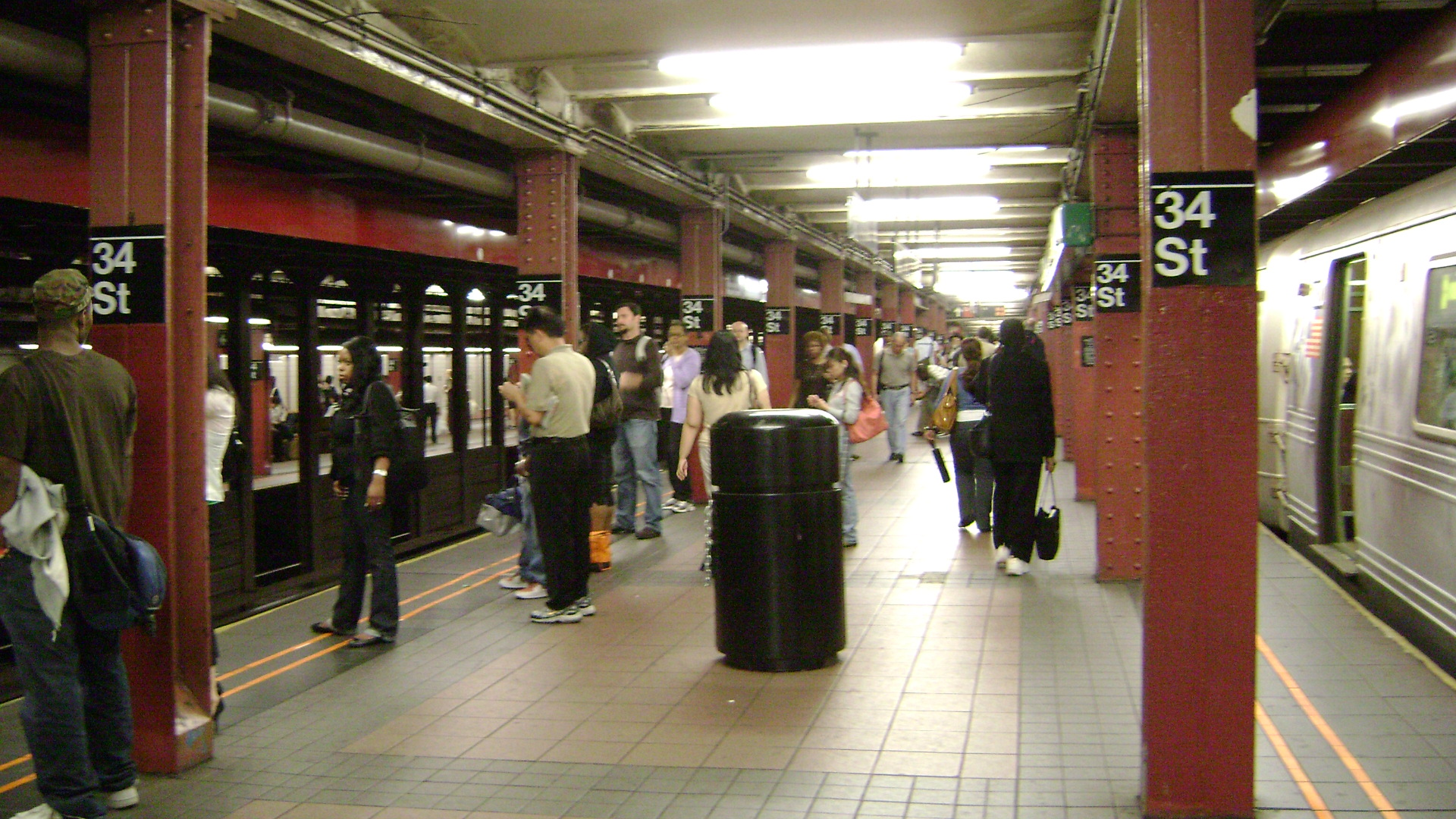
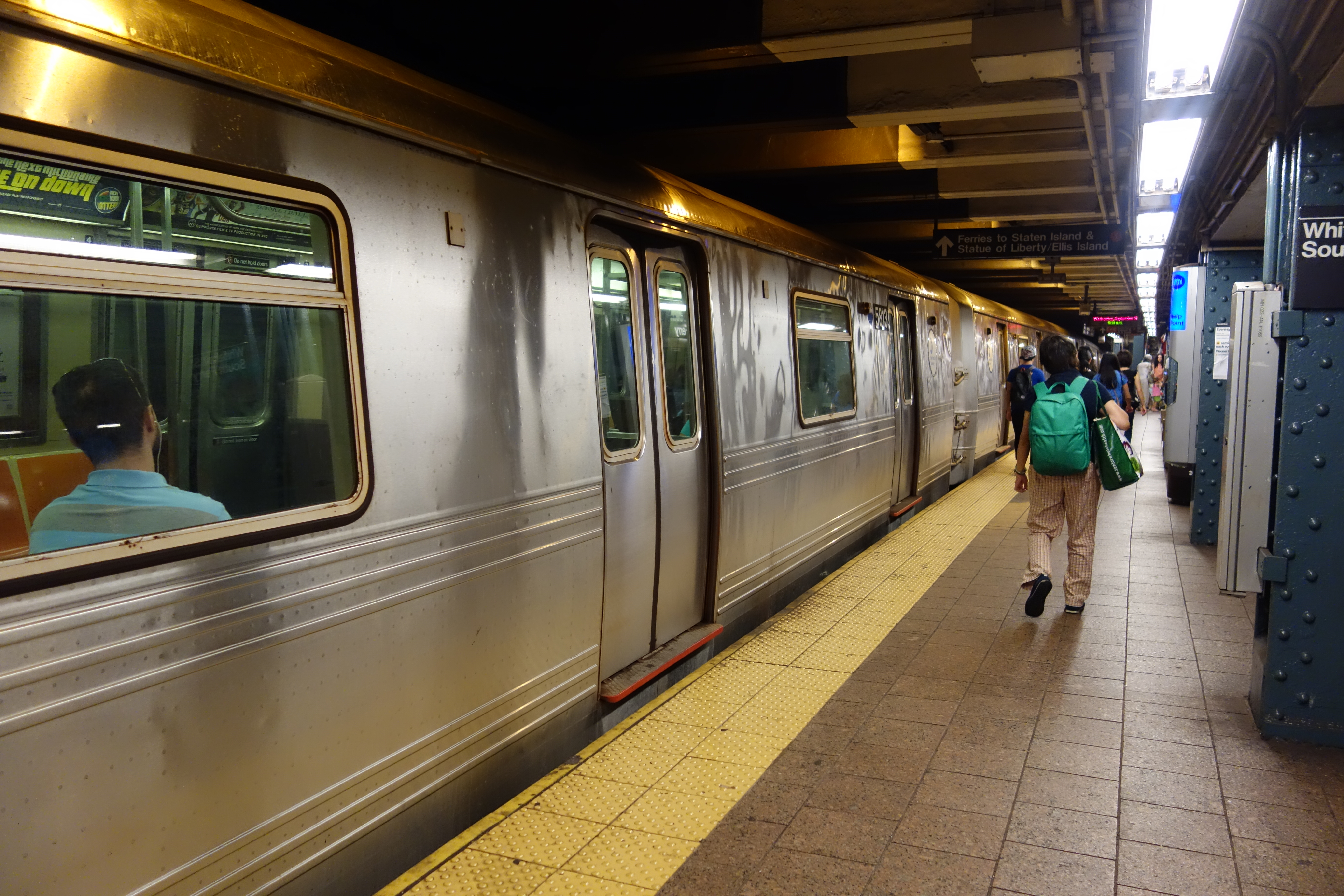